# Die Geschichte von Ma'n ibn Zaida
Die Geschichte von Ma'n ibn Zaida ist eine Erzählung aus den Geschichten aus Tausendundeine Nacht. In der Arabian Nights Encyclopedia wird sie als ANE 65 gelistet (→ Tausendundeine Nacht – Liste der Geschichten).
In der Kurzgeschichte zeigt der Feldherr Ma'n ibn Za'ida al-Shaybani (gest. 769/770) seine Großzügigkeit.

## Handlung
Eines Tages ritt der Feldherr Ma'n ibn Za'ida zur Jagd aus, als ihm der Durst kam, doch seine Diener hatten kein Wasser. Als ihm durstete, kamen ihm drei Mädchen entgegen, die jede einen Wasserschlau trugen. Die Mädchen gaben ihm zu trinken und Ma'n ibn Za'ida bedankte sich. Da er kein Geld hatte, gab er jedem der Mädchen zehn Pfeile aus seinem Köcher, deren Spitzen aus Gold waren. Die Mädchen erkannten, dass diese Großzügigkeit nur von Ma'n ibn Za'ida kommen könne und bedankten sich, indem jede von ihnen lobende Verse über ihn dichtete.

## Hintergrund
Die Erzählung findet sich in den ägyptischen Manuskripten und dem Reinhardt-Manuskript von Tausendundeine Nacht. Auf die spätere Kalkutta-II-Edition griffen über ihre Sammlungen Richard Francis Burton und Enno Littmann zurück.

## Rezeption
Außerhalb von Tausendundeine Nacht-Kontexten findet sich die Geschichte ebenso in Thamarât al-awrâq von Ibn Hidscha al-Hamawi (gest. 1434) und in I'lam al-Nas von Muhammad Diyab al-Itlidi (Nr. 110).

## Ausgaben
- Gustav Weil: Tausend und eine Nacht – Arabische Erzählungen, Karl Müller Verlag, Erlangen 1984 (Erstausgabe 1839), Band 2, S. 323–325.

- Enno Littmann: Die Erzählungen aus den tausendundein Nächten, Insel Verlag, Frankfurt 1968, Band 3, S. 87